# Teletaxi TV

Cobertura TDT de Teletaxi TV.

Teletaxi TV era la televisión del Grupo Teletaxi, propiedad del locutor Justo Molinero. Este grupo incluye además Radio Tele-Taxi, e incluyó Radio RM antes de su venta al grupo Atresmedia.
La programación de Teletaxi TV, era mayoritariamente musical, donde la música española era predominante. Programas como Desperta Clip, Mira com Som, Cataclip, Video Mania y Clip de Nit.
Además, Teletaxi TV incluía programas de entretenimiento e informativos como Anem x Feina, cuina de Mercats, Formula TT, Doble-T, L9 programa debate donde acuden las seis fuerzas políticas presentes en el Parlamento de Cataluña y Qui és qui?, programa de entrevistas, que presenta el propio Justo Molinero.
Por la noche, el canal incluía teletiendas, Call TV y programación erótica.
Teletaxi TV cesó sus emisiones el 16 de junio de 2015. Tras perder la licencia de emisión en Sabadell, el grupo decidió apagar la emisión en el resto de zonas de su cobertura, el Bajo Llobregat y el Tarragonés.